# Harpagifer andriashevi
Harpagifer andriashevi is een straalvinnige vissensoort uit de familie van ijskabeljauwen (Harpagiferidae). De wetenschappelijke naam van de soort is voor het eerst geldig gepubliceerd in 2000 door Prirodina.